# گلینا (کانزاس)
گلینا (به انگلیسی: Galena) شهری در ایالت کانزاس کشور ایالات متحده آمریکا است که جمعیت آن در سرشماری سال ۲۰۱۰ میلادی، ۳٬۰۸۵ نفر بوده‌است.

## نگارخانه

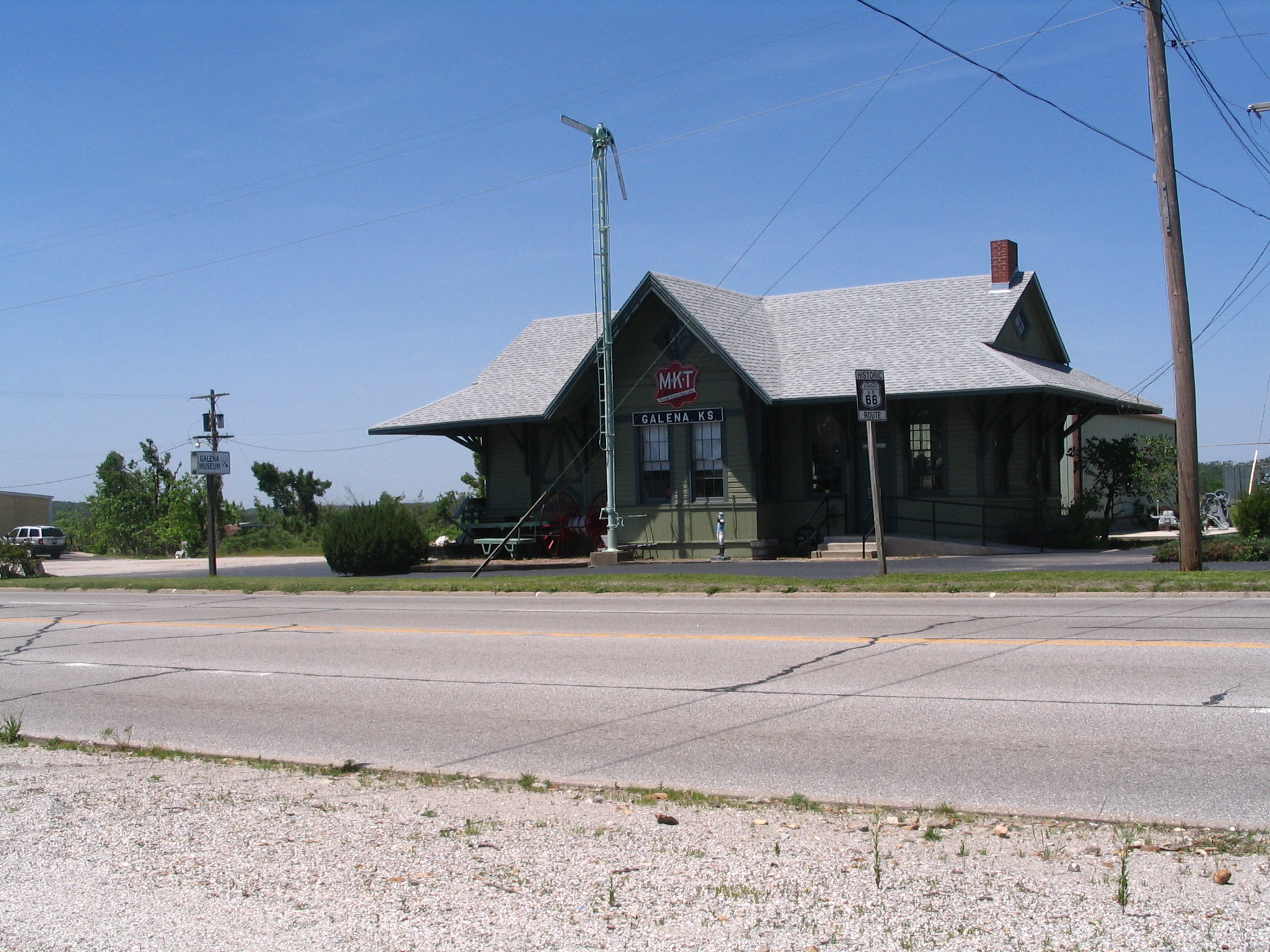
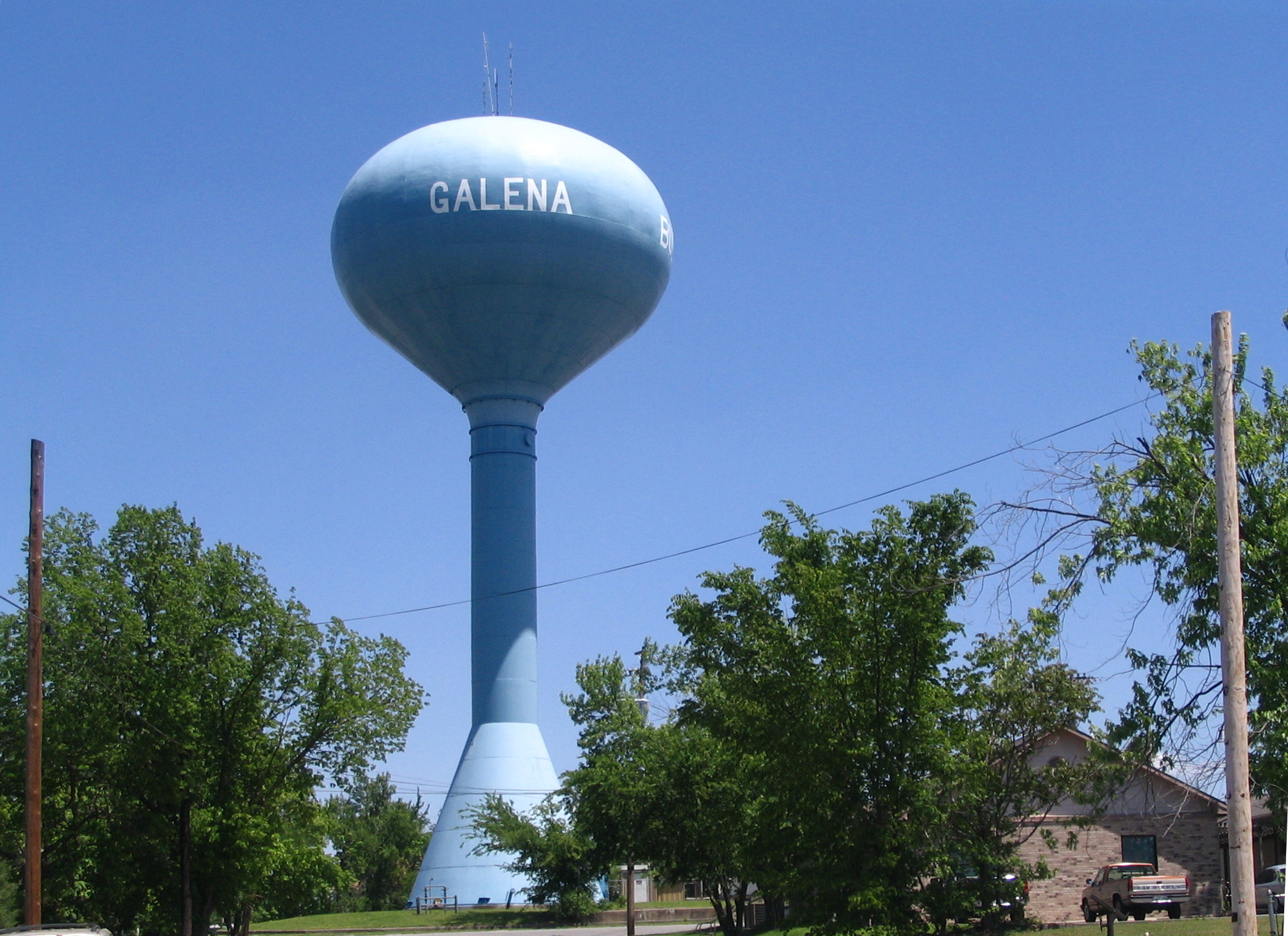